# Saison 2009-2010 de l'Olympique Club Cesson Handball
La saison 2009-2010 de l'OC Cesson Handball débute le 12 septembre 2009.

## Effectif 2009-2010

### Staff technique
| Nom              | Poste                | Nationalité sportive |
| David Christmann | Entraîneur           | France               |
| Mehdi Boubakar   | Entraîneur Adjoint   | France               |
| Tanguy Crestel   | Préparateur physique | France               |
| Stéphane Pérez   | Kinésithérapeuthe    | France               |
| Thierry Le Bars  | Médecin              | France               |

### Effectif
| N° | Nom                | Poste                       | Naissance        | Taille | Poids | Nationalité sportive | Sélections     |
| 16 | Nicolas Lemonne    | Gardien                     | 2 novembre 1976  | 1,93 m | 83 kg | France               | -              |
| 24 | Rémy Gervelas      | Gardien                     | 2 mai 1985       | 1,81 m | 85 kg | France               | -              |
| 5  | Damian Miguelles   | Arrière droit               | 24 novembre 1983 | 1,92 m | 91 kg | Argentine            | Argentine A    |
| 6  | Alexis Bertrand    | Centre/arrière gauche       | 4 novembre 1982  | 1,92 m | 98 kg | Canada               | Canada A       |
| 7  | Bram Dewit         | Arrière gauche              | 27 octobre 1982  | 1,97 m | 97 kg | Belgique             | Belgique A     |
| 10 | Jacques Edjenguele | Arrière                     | 5 décembre 1978  | 1,85 m | 92 kg | Cameroun             | Cameroun A     |
| 11 | Sylvain Hochet     | Ailier Gauche               | 24 novembre 1987 | 1,83 m | 82 kg | France               | -              |
| 13 | Romain Briffe      | Ailier gauche / Demi-centre | 22 janvier 1989  | 1,89 m | 82 kg | France               | France juniors |
| 17 | Romain Ternel      | Demi-centre                 | 6 août 1986      | 1,91 m | 94 kg | France               | -              |
| 18 | Arnaud Frepel      | Ailier droit                | 20 octobre 1979  | 1,82 m | 82 kg | France               | -              |
| 20 | Klai Souheil       | Ailier gauche               | 5 septembre 1979 | 1,80 m | 80 kg | Tunisie              | Tunisie A      |
| 21 | Rémy Deniault      | Pivot                       | 21 avril 1983    | 1,91 m | 93 kg | France               | -              |
| 22 | Rico Litzinger     | Arrière droit               | 10 mai 1983      | 1,92 m | 93 kg | Allemagne            | -              |
| 29 | Pierre Le Meur     | Arrière Gauche              | 22 août 1988     | 1,84 m | 94 kg | France               | -              |
| 56 | Cedric Jeauneau    | Pivot                       | 13 février 1986  | 1,82 m | 90 kg | France               | -              |
| 89 | Jean-Baptiste Laz  | Ailier droit                | 13 juin 1989     | 1,82 m | 80 kg | France               | -              |
|    | El Hadi Biloum     | Arrière droit               | 25 mai 1985      | 1,90 m | 93 kg | Algérie              | -              |
|    | Julian Emonet      | Ailier gauche               | -                | -      | -     | France               | France jeunes  |

### Transferts en 2009/2010
| Nom                    | Nationalité | Provenance/Destination | Division        |
| Été 2009-2010          |             |                        |                 |
| Arrivées               |             |                        |                 |
| Arnaud Freppel         | France      | Saintes                | Division 2      |
| Cédric Jeauneau        | France      | Chambéry               | Division 1      |
| Nicolas Lemonne        | France      | Créteil                | Division 1      |
| Damian Miguelles       | Argentine   | Polverines             | Argentine       |
| Klai Souhel            | Tunisie     | Etoile du Sahel        | Tunisie         |
| Départs                |             |                        |                 |
| Grégory Carnier        | France      | Massy                  | National 1      |
| Sylvain Astruc         | France      | Mainvilliers           | National 1      |
| Isaac Le Goff          | France      | Saintes                | Division 2      |
| Boukhalfa Malou        | France      | Boulogne-Billancourt   | National 2      |
| Hiver 2009-2010        |             |                        |                 |
| Arrivées               |             |                        |                 |
| El Hadi Biloum (Joker) | Algérie     | Al Ahly Djeddah        | Arabie saoudite |

## Résultats

### Championnat de France Division 1 2009-2010
| Journée | Date              | Rencontre                     | Score |
| 1       | 12 septembre 2009 | USAM Nîmes - Cesson           | 26-21 |
| 2       | 19 septembre 2009 | Cesson - Istres OPH           | 25-32 |
| 3       | 26 septembre 2009 | Dunkerque HB - Cesson         | 34-23 |
| 4       | 10 octobre 2009   | Cesson - Toulouse Union       | 27-18 |
| 5       | 17 octobre 2009   | US Ivry - Cesson              | 29-25 |
| 6       | 24 octobre 2009   | Cesson - Aurillac Handball    | 25-25 |
| 7       | 7 novembre 2009   | Chambéry SH - Cesson          | 18-16 |
| 8       | 14 novembre 2009  | Cesson - Tremblay en France   | 26-22 |
| 9       | 21 novembre 2009  | Dijon Bourgogne HB - Cesson   | 25-27 |
| 10      | 28 novembre 2009  | Cesson - Saint-Raphaël Var HB | 19-30 |
| 11      | 5 décembre 2009   | HBC Nantes - Cesson           | 33-23 |
| 12      | 12 décembre 2009  | Cesson - US Créteil           | 22-19 |
| 13      | 16 décembre 2009  | Cesson - Montpellier HB       | 30-34 |
| 14      | 13 février 2010   | Istres OPH - Cesson           | 25-26 |
| 15      | 20 février 2010   | Cesson - Dunkerque HB         | 19-28 |
| 16      | 27 février 2010   | Toulouse Union - Cesson       | 26-33 |
| 17      | 20 mars 2010      | Cesson - US Ivry              | 17-21 |
| 18      | 27 mars 2010      | Aurillac Handball - Cesson    | 30-24 |
| 19      | 3 avril 2010      | Cesson - Chambéry SH          | 21-34 |
| 20      | 25 avril 2010     | Tremblay en France - Cesson   | 23-17 |
| 21      | 1er mai 2010      | Cesson - Dijon Bourgogne HB   | 26-22 |
| 22      | 8 mai 2010        | Saint-Raphaël Var HB - Cesson | 24-22 |
| 23      | 15 mai 2010       | Cesson - HBC Nantes           | 23-26 |
| 24      | 19 mai 2010       | US Créteil - Cesson           | 22-22 |
| 25      | 22 mai 2010       | Montpellier HB - Cesson       | 35-24 |
| 26      | 29 mai 2010       | Cesson - USAM Nîmes           | 28-25 |

### Coupe de la Ligue 2009-2010
| Tour           | Date             | Rencontre              | Score |
| 1/8e de finale | 3 octobre 2009   | Tremblay - Cesson      | 29-30 |
| 1/4e de finale | 19 décembre 2009 | Saint-Raphaël - Cesson | 35-26 |

### Coupe de France 2009-2010
| Tour           | Date            | Rencontre               | Score |
| 5e tour        | 10 février 2010 | Porte Normande - Cesson | 31-32 |
| 1/8e de finale | 5 mars 2010     | Dunkerque HB - Cesson   | 27-22 |